# Terence Patrick Drainey

Wappen von Terence Patrick Drainey

Terence Patrick Drainey (* 1. August 1949 in Manchester, Vereinigtes Königreich) ist ein britischer Geistlicher und Bischof von Middlesbrough.

## Leben
Terence Patrick Drainey empfing am 12. Juli 1975 das Sakrament der Priesterweihe für das Bistum Salford.
Am 17. November 2007 ernannte ihn Papst Benedikt XVI. zum Bischof von Middlesbrough. Der Erzbischof von Liverpool, Patrick Kelly, spendete ihm am 25. Januar 2008 die Bischofsweihe; Mitkonsekratoren waren der Bischof von Salford, Terence Brain, und der Bischof von Leeds, Arthur Roche.